# Asphondylia lupini
Asphondylia lupini är en tvåvingeart som beskrevs av Filippo Silvestri 1908. Asphondylia lupini ingår i släktet Asphondylia och familjen gallmyggor.
Artens utbredningsområde är Italien. Inga underarter finns listade i Catalogue of Life.